# Туроператор
Туропера́тор — субъект предпринимательской деятельности, осуществляющий на основании лицензии разработку и продвижение туристского продукта, рассчитанного на массовый и индивидуальный потребительский спрос, а также его реализацию турагентам и туристам.

## Туроператорская деятельность в России
В России фирмы-туроператоры вносятся в Единый федеральный реестр туроператоров Федерального агентства по туризму Российской Федерации и получают уникальный номер, который начинается с кода, зависящего от вида деятельности туроператора (международный либо внутренний туризм).
Для осуществления туроператорской деятельности турфирма должна иметь финансовое обеспечение либо в виде страхования ответственности туроператора, либо в виде банковской гарантии.
С 3 мая 2012 года все туроператоры, работающие в выездной сфере туризма, должны быть членами объединения туроператоров и делать обязательные ежегодные взносы в компенсационный фонд. Данное объединение получило название Турпомощь.